# Маффеи ди Больо, Карло Альберто Фердинандо
Маркиз Карло-Альберто-Фердинандо Маффеи ди Больо (итал. Il marchese Carlo Alberto Ferdinando Maffei Di Boglio; 25 марта 1834 года, Турин, Сардинское королевство — 15 мая 1897 года, Санкт-Петербург, Российская империя) — итальянский политик и дипломат.

## Биография
На службе при дворе королевы Марии Аделаиды, затем назначен в Министерство иностранных дел. В апреле 1660 года, в качестве секретаря, сопровождал Камилло Кавура в Эмилии и Тоскане. Позже он был секретарем дипломатической миссии в Лондоне и Афинах. С июня по декабрь 1878 года занимал пост Генерального секретаря по иностранным делам в правительстве Бенедетто Кайроли. Вновь отправлен в Афины. В 1879—1881 года вновь занимал пост Генерального секретаря по иностранным делам.
С 26 мая 1880 года по 2 октября 1882 года — депутат Палаты депутатов Парламента Италии XIV созыва.
3 февраля 1887 года — чрезвычайный посланник и полномочный министр в Мадриде.
C 29 декабря 1887 года — посол в Копенгагене.
С 7 ноября 1889 года — посол в Мадриде.
В 1890—1895 годах — чрезвычайный посланник и полномочный министр в Брюсселе.
С 23 октября 1895 года и до своей кончины — Чрезвычайный и Полномочный Посол Италии в Санкт-Петербурге.
Смерть Маффеи ди Больо стала одним из ярких детских воспоминаний Осипа Мандельштама. В книге «Шум времени» он пишет: «Даже смерть мне явилась впервые в совершенно неестественно пышном, парадном виде. Проходил я раз с няней своей и мамой по улице Мойке мимо шоколадного здания Итальянского посольства. Вдруг — там двери распахнуты и всех свободно впускают, и пахнет оттуда смолой, ладаном и чем-то сладким и приятным. Черный бархат глушил вход и стены, обставленные серебром и тропическими растениями; очень высоко лежал набальзамированный итальянский посланник».